# Anolis gaigei
Espèce
Anolis gaigei est une espèce de sauriens de la famille des Dactyloidae. 

## Répartition
Cette espèce est endémique de Colombie. 

## Étymologie
Cette espèce est nommée en l'honneur de Frederick McMahon Gaige, le collecteur de l'holotype.

## Publication originale
- Ruthven, 1916 : Three new species of Anolis from the Santa Marta Mountains, Colombia. Occasional Papers of the Museum of Zoology, University of Michigan, no 32, p. 1-8 (texte intégral).